# Albert Pfluger
Albert Pfluger (Oensingen, 13 de outubro de 1907 — Zurique, 14 de setembro de 1993) foi um matemático suíço.

## Vida e obra
Filho de um agricultor, foi para a escola em Stans e estudou matemática no Instituto Federal de Tecnologia de Zurique, onde obteve um doutorado em 1935, orientado por George Pólya, com a tese Über eine Interpretation gewisser Konvergenz- und Fortsetzungseigenschaften Dirichlet’scher Reihen.

## Obras selecionadas
- Theorie der Riemannschen Flächen. Springer, Berlin/Göttingen/Heidelberg 1957 (Die Grundlehren der mathematischen Wissenschaften. Vol. 89).